# Shelley Berman
Shelley Berman, született Sheldon Leonard Berman (Chicago, Illinois, 1925. február 3. – Bell Canyon, Kalifornia, 2017. szeptember 1.) Grammy-díjas amerikai komikus, színész.

## Filmjei

### Mozifilmek
- Dementia (1955)
- A legjobb ember (The Best Man) (1964)
- Válás amerikai módra (Divorce American Style) (1967)
- Every Home Should Have One (1970)
- Beware! The Blob (1972)
- Parádés páros (Rented Lips) (1988)
- Tini boszorkányok (Teen Witch) (1989)
- Elliot Fauman, Ph.D. (1990)
- Száguldás a milliókért (Motorama) (1991)
- In God We Trust (2000, rövidfilm)
- Az utolsó producer (The Last Producer) (2000)
- Vejedre ütök (Meet the Fockers) (2004)
- The Holiday (2006)
- Ne szórakozz Zohannal! (You Don't Mess with the Zohan) (2008)
- The Legend of Secret Pass (2010, hang)

### Tv-filmek
- Brenda Starr, Reporter (1979)
- Carol Leifer: Gaudy, Bawdy & Blue (1992)

### Tv-sorozatok
- The Philco Television Playhouse (1954, egy epizódban)
- Goodyear Television Playhouse (1955, egy epizódban)
- Peter Gunn (1959, egy epizódban)
- The Twilight Zone (1961, egy epizódban)
- General Electric Theater (1961, egy epizódban)
- Car 54, Where Are You? (1961, egy epizódban)
- Rawhide (1962, egy epizódban)
- Breaking Point (1963, egy epizódban)
- Burke's Law (1964, egy epizódban)
- Bewitched (1964, egy epizódban)
- Mister Roberts (1966, egy epizódban)
- Hollywood Talent Scouts (1966, egy epizódban)
- The Man from U.N.C.L.E. (1966, egy epizódban)
- The Hero (1966, egy epizódban)
- The Girl from U.N.C.L.E. (1967, egy epizódban)
- A balfácán (Get Smart) (1967, egy epizódban)
- That's Life (1968–1969, három epizódban)
- Mary Tyler Moore (1970, egy epizódban)
- Adam-12 (1971, egy epizódban)
- Love, American Style (1970–1971, három epizódban)
- Emergency! (1974, egy epizódban)
- Police Woman (1975, egy epizódban)
- Forever Fernwood (1977)
- Vega$ (1978, egy epizódban)
- Flying High (1978, egy epizódban)
- CHiPs (1978, 1981, két epizódban)
- Eischied (1979, egy epizódban)
- Matt Houston (1983, egy epizódban)
- Brothers (1984, két epizódban)
- Hotel (1985, egy epizódban)
- Knight Rider (1985, egy epizódban)
- Egy kórház magánélete (St. Elsewhere) (1987, hang, egy epizódban)
- Mike Hammer (1987, egy epizódban)
- CBS Summer Playhouse (1987, egy epizódban)
- ABC Afterschool Specials (1987, egy epizódban)
- Night Court (1988, egy epizódban)
- The Munsters Today (1989, egy epizódban)
- What a Dummy (1990, egy epizódban)
- Monsters (1991, egy epizódban)
- MacGyver (1991, egy epizódban)
- Walter & Emily (1991)
- Civil Wars (1992, egy epizódban)
- L.A. Law (1992–1993, hat epizódban)
- Garfield és barátai (Garfield and Friends) (1994, hang, egy epizódban)
- Living Single (1995, egy epizódban)
- Jóbarátok (Friends) (1996–1997, két epizódban)
- The Blues Brothers Animated Series (1997, hang, nyolc epizódban)
- Chicago Sons (1997, egy epizódban)
- Arli$$ (1998, egy epizódban)
- Doktorok (L.A. Doctors) (1999, egy epizódban)
- Providence (2000, egy epizódban)
- Walker, a texasi kopó (Walker, Texas Ranger) (2000, egy epizódban)
- That's My Bush! (2001, egy epizódban)
- Lizzie McGuire (2002, egy epizódban)
- Félig üres (Curb Your Enthusiasm) (2002–2009, 13 epizódban)
- Férjek gyöngye (The King of Queens) (2003, egy epizódban)
- Haláli hullák (Dead Like Me) (2004, egy epizódban)
- A Grace klinika (Grey's Anatomy) (2005, egy epizódban)
- Jogi játszmák (Boston Legal) (2006–2008, 11 epizódban)
- Törtetők (Entourage) (2007, egy epizódban)
- State of Mind (2007, egy epizódban)
- Hannah Montana (2008, egy epizódban)
- Halottnak a csók (Pushing Daisies) (2008, egy epizódban)
- New York-i helyszínelők (CSI: NY) (2009, egy epizódban)
- Zűrös zsaruk (The Unusuals) (2009, egy epizódban)
- Raising the Bar (2009, egy epizódban)
- Hawaii Five-0 (2012, egy epizódban)